# Angelo Segrillo
Angelo de Oliveira Segrillo (Rio de Janeiro, 4 de outubro de 1958) é um historiador brasileiro especializado na história da Rússia e União Soviética. É Professor Associado no departamento de História da Faculdade de Filosofia, Letras e Ciências Humanas da Universidade de São Paulo (FFLCH-USP). Estudou filosofia na Universidade Estadual de Missouri (EUA), mestrado em língua e literatura russa pelo Instituto Pushkin de Moscou e doutorado pela Universidade Federal Fluminense (UFF).
É considerado um dos maiores especialistas em Revolução Russa, Rússia e URSS do Brasil. Seu livro O Declínio da União Soviética: um estudo das causas foi a primeira tese nacional sobre a URSS feita com pesquisa direta nos antigos arquivos soviéticos.

## Trajetória acadêmica
Segrillo fez sua graduação na Universidade Estadual de Missouri, nos Estados Unidos. Em 1989, deu início aos seus estudos com uma bolsa para aperfeiçoar o idioma russo pelo Instituto Pushkin de Moscou, vivendo no país durante os três anos que culminaram na dissolução da União Soviética. Posteriormente, retornou ao Brasil para realizar a sua pesquisa de doutorado sobre a perestroika na Universidade Federal Fluminense.
Sua tese de doutorado — publicada como livro sob o título de O Declínio da União Soviética: um estudo das causas — foi a primeira tese nacional sobre a URSS feita com pesquisa direta nos antigos arquivos soviéticos. Nela, Segrillo analisou o declínio da economia soviética em suas últimas décadas de existência não como processo puramente interno mas sim como acompanhando (e associado com) as mudanças concomitantes na economia mundial, que passava de paradigmas fordistas para pós-fordistas de organização do trabalho. O sistema soviético, vertical e rígido, tinha competido relativamente bem com o Ocidente capitalista na época em que o (igualmente vertical e padronizador) fordismo reinava absoluto. Entretanto, nas décadas posteriores em que apareceram e venceram o toyotismo e outros paradigmas pós-fordistas baseados em flexibilidade e padrões mais horizontais de informação e comando, a URSS teve dificuldade em adaptar seu sistema para competir sob as novas regras da especialização flexível. Uma versão condensada desse argumento pode ser vista, em inglês, no ensaio The Decline of the Soviet Union.
Entre outras obras de Segrillo com pontos inovadores em seus campos de aplicação, podemos citar: sua tese de Livre Docência na Universidade de São Paulo, Rússia: Europa ou Ásia, o livro ocidental mais completo sobre os debates entre ocidentalista, eslavófilos e eurasianista na Rússia e como essas questões identitárias moldam a política externa do país hoje entre Ocidente e Oriente; Liberalism, Marxism and Democratic Theory Revisited: Proposal of a Joint Index of Political and Economic Democracy, onde propôs um novo indicador conjunto da democracia política e democracia econômica; Ásia e Europa em Comparação Histórica: o debate entre eurocentrismo e asiocentrismo na história econômica comparada de Ásia e Europa, onde examina os diversos autores da literatura econômica asiocêntrica das últimas décadas, com seleção de trechos dos autores ainda não traduzidos em português; e Rússia e Brasil em Comparação, uma análise comparativa entre os partidos russos e brasileiros na democratização política desde 1985. Em 2015 publicou De Gorbachev a Putin: a saga da Rússia do socialismo ao capitalismo, um visão geral histórica da Rússia desde 1985.
Como tradutor, Segrillo realizou a primeira tradução para o português do romance Que Fazer?, de Nikolai Tchernichevski, e a primeira tradução completa para o inglês da famosa Tabela de Patentes de Pedro, o Grande.
É autor de Karl Marx – Uma Biografia Dialética, lançado em 2018 com foco na vida do pensador.